# 오주르게티 극장

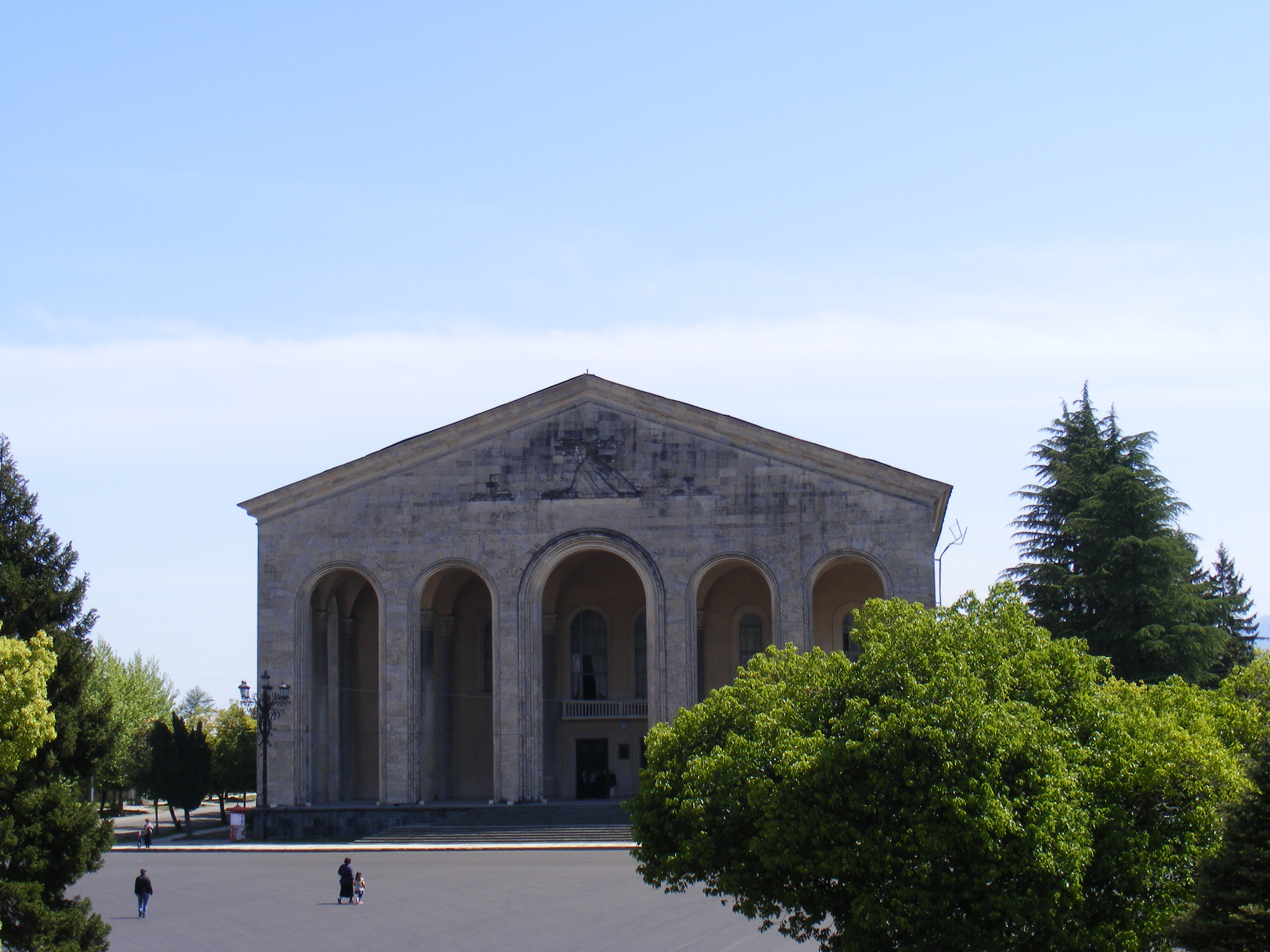
오주르게티 극장

오주르게티 극장(조지아어: ოზურგეთის დრამატული თეატრი)은 조지아 서부에 위치한 도시 오주르게티에 있는 극장이다.